# Quatuor à cordes de Chausson
 (février 2024).
Si vous disposez d'ouvrages ou d'articles de référence ou si vous connaissez des sites web de qualité traitant du thème abordé ici, merci de compléter l'article en donnant les références utiles à sa vérifiabilité et en les liant à la section « Notes et références ».
Le Quatuor à cordes op. 35 est une œuvre composée à partir de 1898 par Ernest Chausson.

## Historique
Laissée inachevée du fait de la mort accidentelle du compositeur en 1899, il en reste les deux premiers mouvements et une partie du troisième. Ce dernier fut achevé par Vincent d'Indy à partir de quelques esquisses. La première eut lieu le 27 janvier 1900 à la Société nationale de musique, salle Érard, par Armand Parent, Henri Lammers, Frédéric Denayer et Charles Baretti.
Le quatuor est dédié à Mathieu Crickboom.

## Structure
Les trois mouvements sont :
- Grave
- Très calme
- Gaiement et pas trop vite

Durée d'exécution : 20 minutes environ
Le premier mouvement peut faire penser à Claude Debussy, tandis que le second s'inscrit explicitement dans la tradition de Richard Wagner, en citant un thème de L'Or du Rhin[réf. nécessaire].

### Ouvrages généraux
- François-René Tranchefort, Guide de la musique de chambre, Paris, Fayard, coll. « Les indispensables de la musique », 1998 (1re éd. 1989), 995 p. (ISBN 2-213-02403-0), p. 218.
- Guy Sacre, La musique de piano : Dictionnaire des compositeurs et des œuvres A-I, t. 1, Paris, Robert Laffont, coll. « Bouquins », 1998, 1495 p. (ISBN 2-221-05017-7), p. 288.

### Monographies
- Jean Gallois, Ernest Chausson, Paris, Fayard, 1994, 605 p. (ISBN 978-2-213-03199-6).